# Putbus (Adelsgeschlecht)

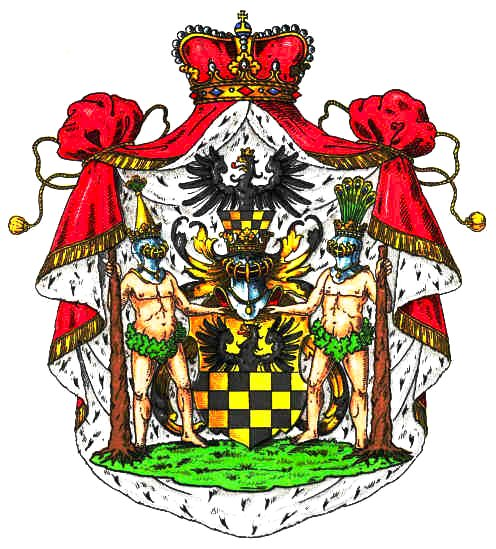
Wappen der Fürsten zu Putbus

Die Fürsten zu Putbus sind ein von der Insel Rügen stammendes Uradelsgeschlecht mit dem Stammhaus Schloss Putbus.
Die Herren von Putbus gehörten unter dem Namen Podebusk zeitweise dem dänischen und dem schwedischen Adel an. Sie wurden 1727 in den Reichsgrafenstand, 1731 in den schwedischen Grafenstand sowie 1807 in den schwedischen und 1815 in den preußischen Fürstenstand erhoben.

## Geschichte

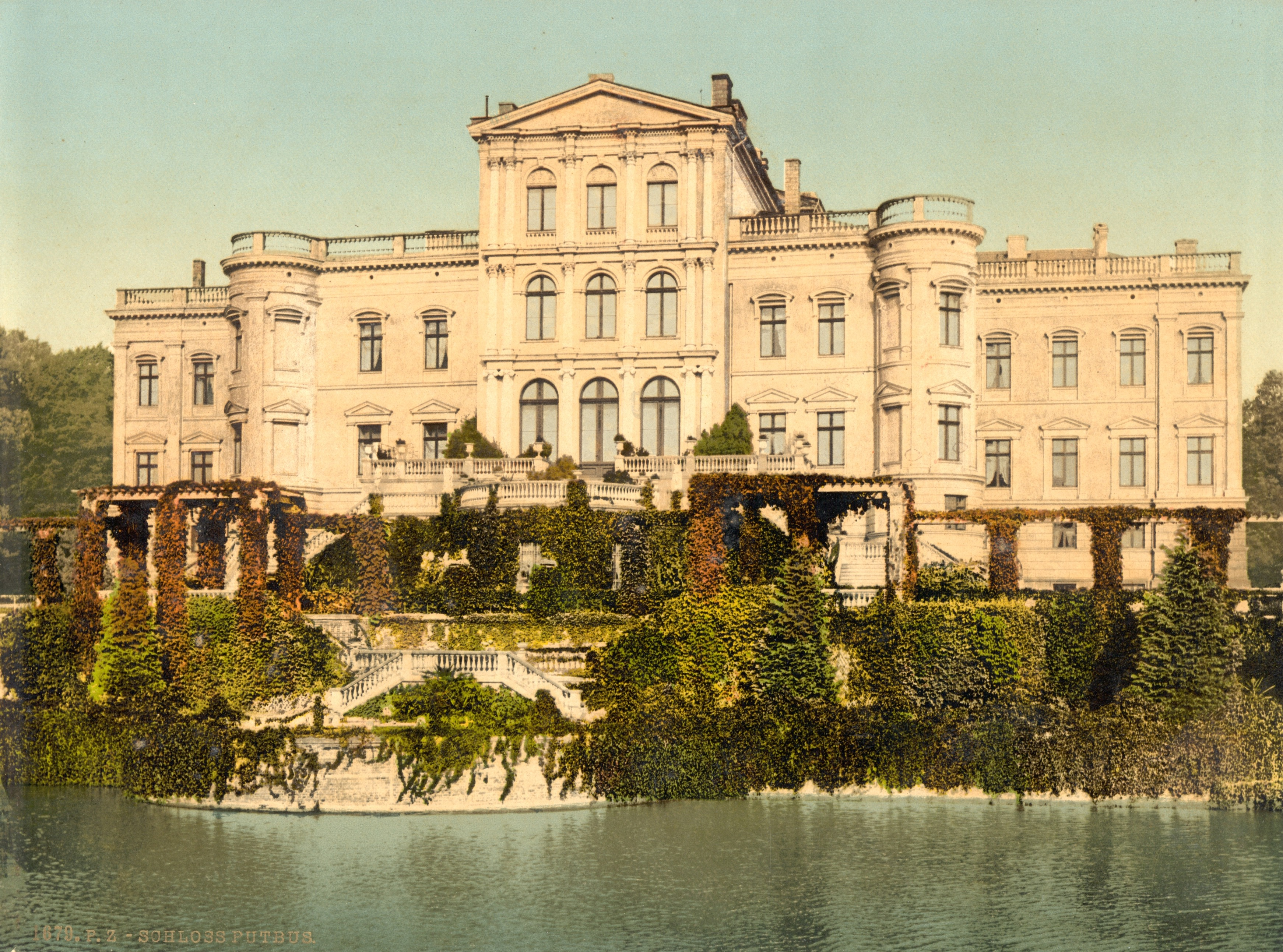
Schloss Putbus um 1900 (zerstört 1960)

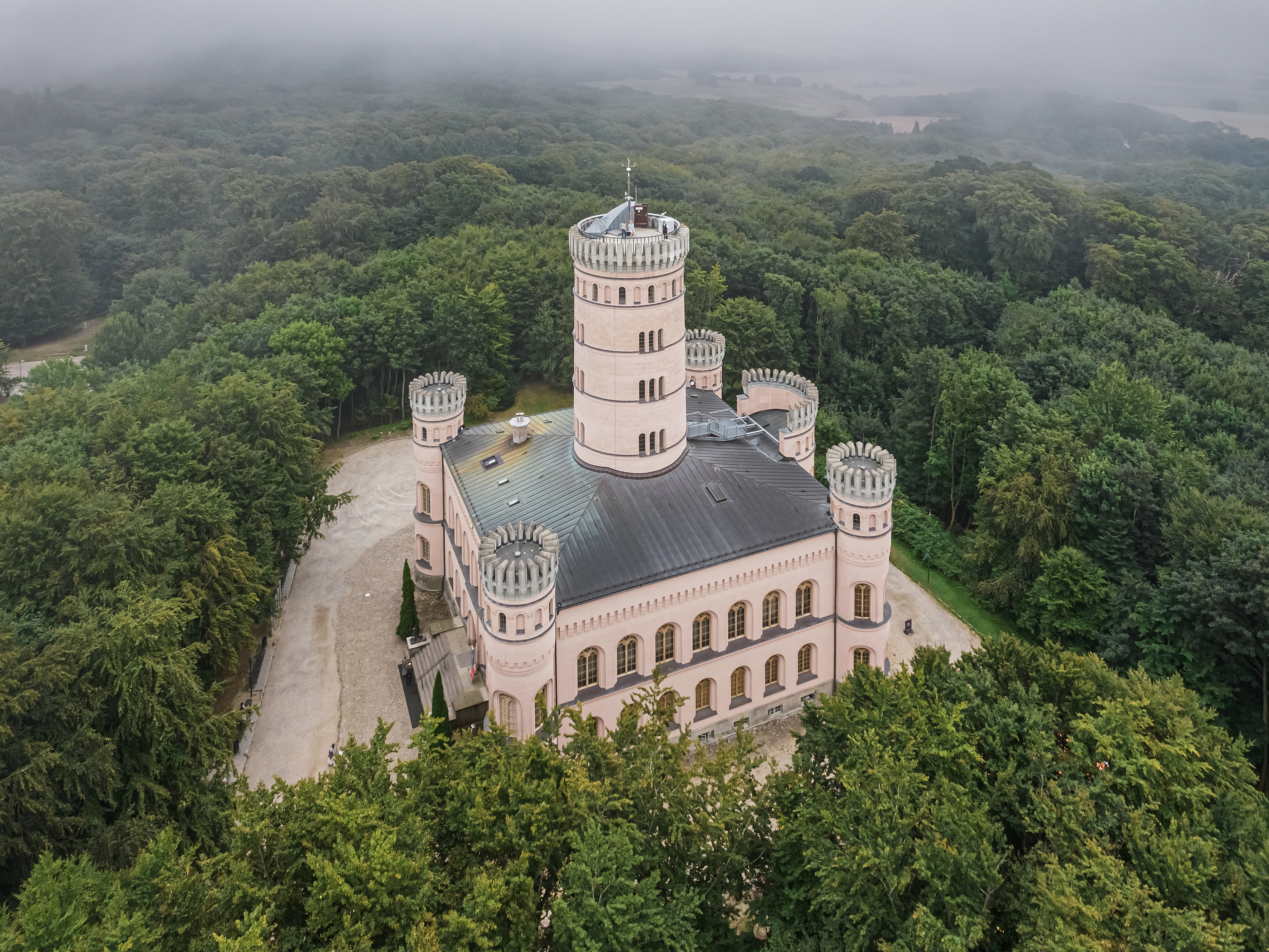
Jagdschloss Granitz

Die Adelsfamilie zu Putbus ist westslawischer Herkunft und gilt als Seitenlinie des rügischen Fürstenhauses. Sie leitet sich von dem 1193 urkundlich erwähnten Stoislaw I. ab, der wahrscheinlich ein naher Verwandter des Fürsten Jaromar I. von Rügen war und mitunter auch als sein Bruder angesehen wird. Sollte letzteres zutreffen, wäre Jaromars Vater Ratislaus von Rügen (ca. 1105–1141), Fürst der westslawischen Ranen und Stammvater der Fürsten von Rügen, zugleich auch der Stammvater der Herren (späteren Grafen und Fürsten) von Putbus.
Anfangs waren die Herren von Putbus den Rügenfürsten besitzrechtlich gleichgestellt; später bildete sich eine Lehensabhängigkeit heraus. Die ursprünglichen Besitzungen lagen bei Vilmnitz (heute ein Ortsteil von Putbus) auf Rügen sowie auf dem Festland bei Brandshagen, südlich von Stralsund, das seinen 1249 erwähnten Namen Borantenhaghen von einem Borante aus dem rügischen Fürstenhaus herleitet. Der Name Putbus wurde erstmals 1286 erwähnt und bis zur Mitte des 14. Jahrhunderts von allen Familienangehörigen übernommen.
Der dänische König Erich VI. Menved, Lehnsherr des Fürstentums Rügen, bewegte 1309 die Herren von Putbus zusammen mit den Herren von Gristow zum Verzicht auf die Erbnachfolge für den Fall des Aussterbens des rügischen Fürstenhauses. Als dies 1325 tatsächlich geschah, wurden die von Putbus Lehensmänner der Herzöge von Pommern-Wolgast, nachdem diese im Ergebnis des Rügischen Erbfolgekrieges das Fürstentum erhalten hatten. Mit dem Aussterben der rügenschen Fürsten errang die Familie von Putbus schnell die führende Rolle unter den rügenschen Adelsgeschlechtern. 1371 wurde ein „Steinhaus“ (Festes Haus) in Putbus erwähnt. Spätestens seit dem Jahr 1351 wurde die Kirche in Vilmnitz als Begräbnisstätte der Familie von Putbus genutzt, bis 1860.
Seit dem 13. Jahrhundert bestanden verwandtschaftliche Beziehung zwischen den von Putbus und dem dänischen Adel. Mitglieder der Familie standen in dänischen Diensten, bekleideten hohe Ämter und erwarben Landbesitz. Die dänischen Putbus nannten sich Podebusk. Dazu gehörten Henning Podebusk (Henning II. von Putbus), Reichsdrost und engster Berater von König Waldemar IV. Atterdag, nach dessen Tod 1375 er zeitweise die Staatsgeschäfte in Dänemark führte, bis Königin Margarethe I. ihre Herrschaft gesichert hatte; danach beriet er diese bis zu seinem Tod. Er erreichte wesentliche diplomatische Vereinbarungen auf dem Weg zur Kalmarer Union. Er wird heute als Dänemarks bedeutendster Innen- und Außenpolitiker des Mittelalters gesehen. Da beide Könige die dänischen Bischofsstühle mit loyalen Vertrauten zu besetzen pflegten, wurde auch Waldemar Podebusk, ein Verwandter des Drosten, zum Bischof von Odense (1376–1392) und sein Sohn Theus (1392–1400), zu dessen Nachfolger. Den anderen Söhnen des Drosten gelang eine Erweiterung ihres Besitzes: Hans Podebusk († um 1412), Erbe der Burg Putbus, heiratet Anne Vendelbo, Erbin von Burg Skjern (Skjerngaard) bei Viborg, und erhält von Königin Margarethe I. die Burg Egholm (bei Sæby Sogn auf Seeland) zu Lehen. Sein Bruder Pridbor (Predbjørn) Podebusk († nach 1412), erbt Egholm und heiratet Ingeborg Christiernsdatter Vendelbo, die Erbin von Vosborg bei Vemb in Jütland, das ihrem Vorfahren Niels Bugge (um 1300–1359) gehört hatte, dem getöteten Anführer der Adelsopposition gegen Waldemar Atterdag. 1410 erwarb Pridbor auch das Gut Kørup im nördlichen Fünen. Sein Nachfahre Predbjørn Podebusk (Pridbor von Putbus) (ca. 1460–1541) wurde einer der reichsten Männer Dänemarks. Der Erbe von Vosborg und Kørup heiratete nacheinander Vibeke Eriksdatter Rosenkrantz, durch die er in den Besitz von Bidstrup in Jütland gelangte (bis 1593 in der Familie), und 1512 die reiche Witwe Anne Mouridsdatter Gyldenstjern, die von ihrem Vater die Güter Ågård und Bregentved auf Seeland geerbt hatte sowie von ihrem ersten Ehemann Karsholm in Schonen. Als Mitglied des Dänischen Reichsrats vertrat er Adelsinteressen gegen Christian II. sowie die katholische Kirche gegen die Reformation.
1493 teilte sich die Familie in eine dänische (pridborsche) Linie unter Pridbor V. und eine rügische (waldemarsche) Linie unter Waldemar II. Vosborg wurde 1551 bei einer Erbschaft aufgeteilt. 1650 erwarben die Podebusk das Kørup benachbarte Gut Einsidelsborg. Maurids Henriksen Podebusk wurde 1672 in den dänischen Freiherrenstand erhoben, Einsiedelsborg bekam 1676 den Status einer Baronie. Das Gut Gjessinggård bei Randers kam durch Heirat von 1651 bis 1713 an die Familie.
Die waldemarsche Linie erhielt 1652 das Erblandmarschallsamt für Schwedisch-Pommern und Rügen. Nach Aussterben der rügischen (waldemarschen) Linie 1702 gingen die mittlerweile zu Schwedisch-Pommern gehörenden rügischen Besitzungen 1704 an die pridborsche Linie in Dänemark, die 1727 von Kaiser Karl VI. in den Reichsgrafenstand erhoben wurde und 1731 die schwedische Anerkennung des Grafenstandes erhielt. Die ursprüngliche Burg Putbus aus dem 14. Jahrhundert war im 15. Jahrhundert gotisch erweitert und Anfang des 17. Jahrhunderts zu einer dreiflügeligen Schlossanlage umgebaut worden. Diese Anlage wurde nun ab 1725 für das neue Grafenhaus fast vollständig erneuert, nur der gotische Flügel sowie der Renaissanceteil blieben erhalten. Die Herrschaft Putbus war hierdurch sowie durch die Ereignisse des Großen Nordischen Krieges und des Siebenjährigen Krieges in Überschuldung geraten. Zu ihrer Entschuldung verkaufte Graf Malte Friedrich 1780 die dänischen Besitzungen, Einsidelsborg und Kørup.

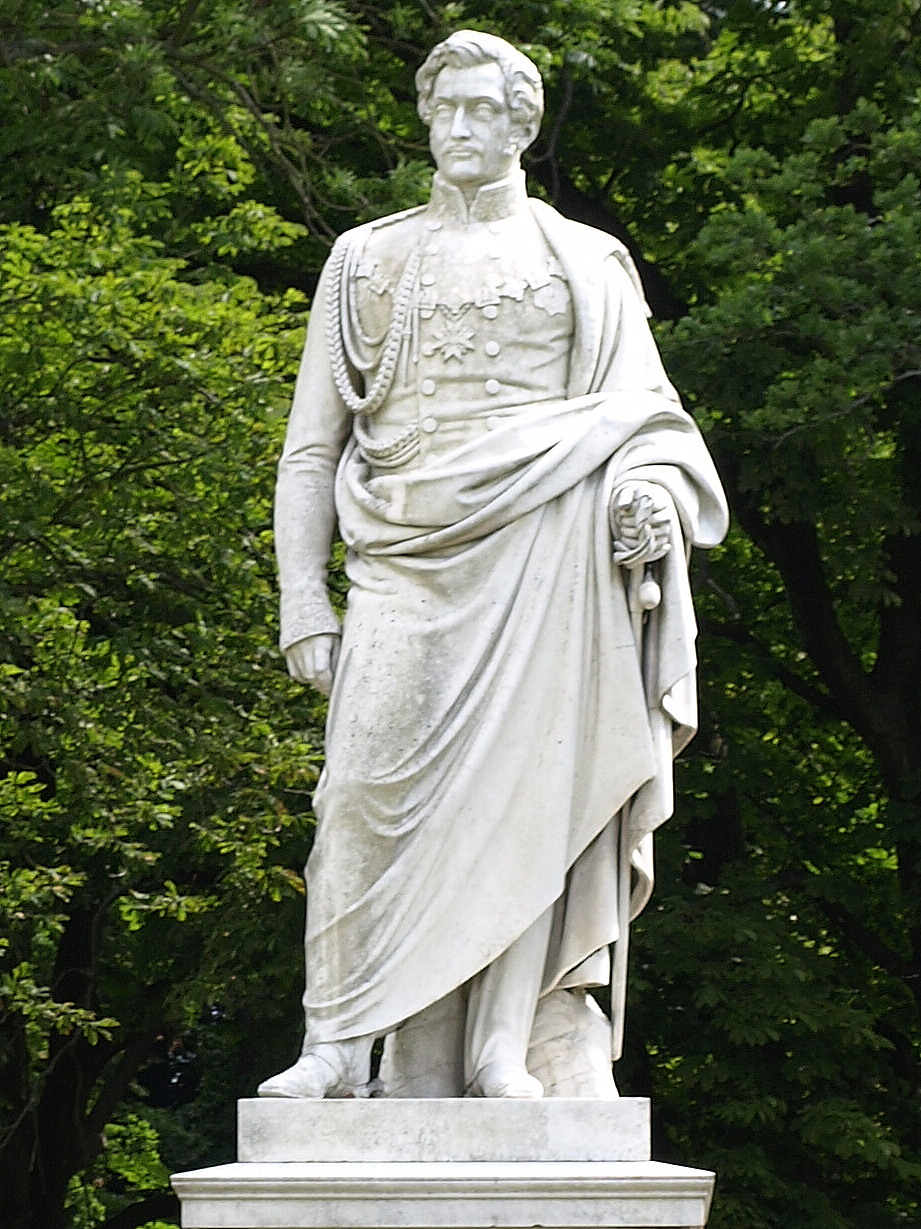
Denkmal des Fürsten Wilhelm Malte I. im Schlosspark Putbus

Sein Sohn, Wilhelm Malte I., fungierte als schwedischer Gouverneur in Pommern und wurde 1807 in den schwedischen Fürstenstand erhoben. Infolge des Kieler Friedens wurde Rügen 1814 für kurze Zeit dänisch und kam 1815, nicht zuletzt durch die Mitwirkung des Fürsten, zu Preußen. Im Jahr 1817 bestätigte ihm daher König Friedrich Wilhelm III. den Fürstenstand auch für Preußen und ebenso die Würde eines Erblandmarschalls von Vorpommern. Er wurde nun Vorsitzender des Kommunallandtags von Pommern und Rügen und behielt den Titel eines Generalgouverneurs. Wilhelm Malte I. ließ das Putbusser Schloss von 1827 bis 1832 klassizistisch umgestalten. Der Ort Putbus wurde durch Ansiedlungspolitik erheblich vergrößert und zu einer klassizistischen Residenzstadt ausgebaut (Theater, Marstall, Orangerie, Circus, Kirche, Pädagogium, Badehaus Goor usw.). Von 1838 bis 1846 ließ er das Jagdschloss Granitz errichten. 1817 erwarb er auch Schloss Spycker. Die Bautätigkeit unter seiner Herrschaft hinterließ bis heute unübersehbare Spuren auf der Insel Rügen; es kam zu einem kulturellen und auch wirtschaftlichen Aufschwung, an dem der Fürst sich mit zahlreichen Unternehmungen tatkräftig beteiligte.
Mit seinem Tod 1854 erlosch das Haus Putbus im Mannesstamm. Über seine Tochter Clotilde, die mit Friedrich Graf von Wylich und Lottum verheiratet war, gingen Titel und Majorat an seinen Enkel Wilhelm Carl Gustav Malte Graf von Wylich und Lottum (1833–1907) über, der 1861 mit königlicher Genehmigung den Namen Wilhelm Malte II., Fürst und Herr zu Putbus, annahm. Er ließ 1872 nach einem Brand das Schloss Putbus wieder aufbauen.
Sein Enkel Malte von Veltheim-Lottum erbte 1934 das Fürstlich-Putbus'sche Fideikommiss von seiner Tante Asta, Gräfin v. Wylich und Lottum, Fürstin und Herrin zu Putbus. Die Adelshäuser Putbus und Veltheim waren schon seit vier Generationen eheliche Verbindungen eingegangen. Der Reichsminister des Innern erteilte ihm, seiner Gemahlin und seinen minderjährigen Kindern am 20. Oktober 1938 die Genehmigung zur Führung des Familiennamens „von und zu Putbus“. Malte zu Putbus starb 1945 im Konzentrationslager Sachsenhausen.
Sein Sohn Franz von und zu Putbus (* 1927; † 2004) verlor 1945 – neben dem Wylich-Lottumschen Besitz Schloss Lissa bei Breslau – endgültig durch die Bodenreform auch die Besitzungen des Hauses Putbus, die rund ein Sechstel der Insel Rügen umfassten, und die zuvor von der NS-Regierung unter Zwangsverwaltung gestellt worden waren. Er erhob daher nach der Wiedervereinigung 1990 vor Gericht erfolglos Ansprüche auf die Rückerstattung der umfangreichen Liegenschaften aufgrund Beschlagnahme durch die NS-Regierung. Seit 1951 führte er den Titel Fürst und Herr zu Putbus. Die Namensführung Fürst zu Putbus wurde vom Deutschen Adelsrechtsausschuß nicht beanstandet und die Familie im Genealogischen Handbuch des Adels bei den Fürstenhäusern (Abteilung III) eingetragen. Franz kaufte jedoch eines der Kavalierhäuser am Circus, dem kreisförmigen Platz vor dem Schloss, sowie geringe Teile seiner Ländereien zurück. Seine Witwe, Michaela Fürstin zu Putbus, geb. Gräfin von Carmer, zog nach seinem Tod 2004 nach Rügen und übernahm die Verwaltung des Besitzes, den der gemeinsame Sohn Malte von Putbus (* 1964) übernahm.

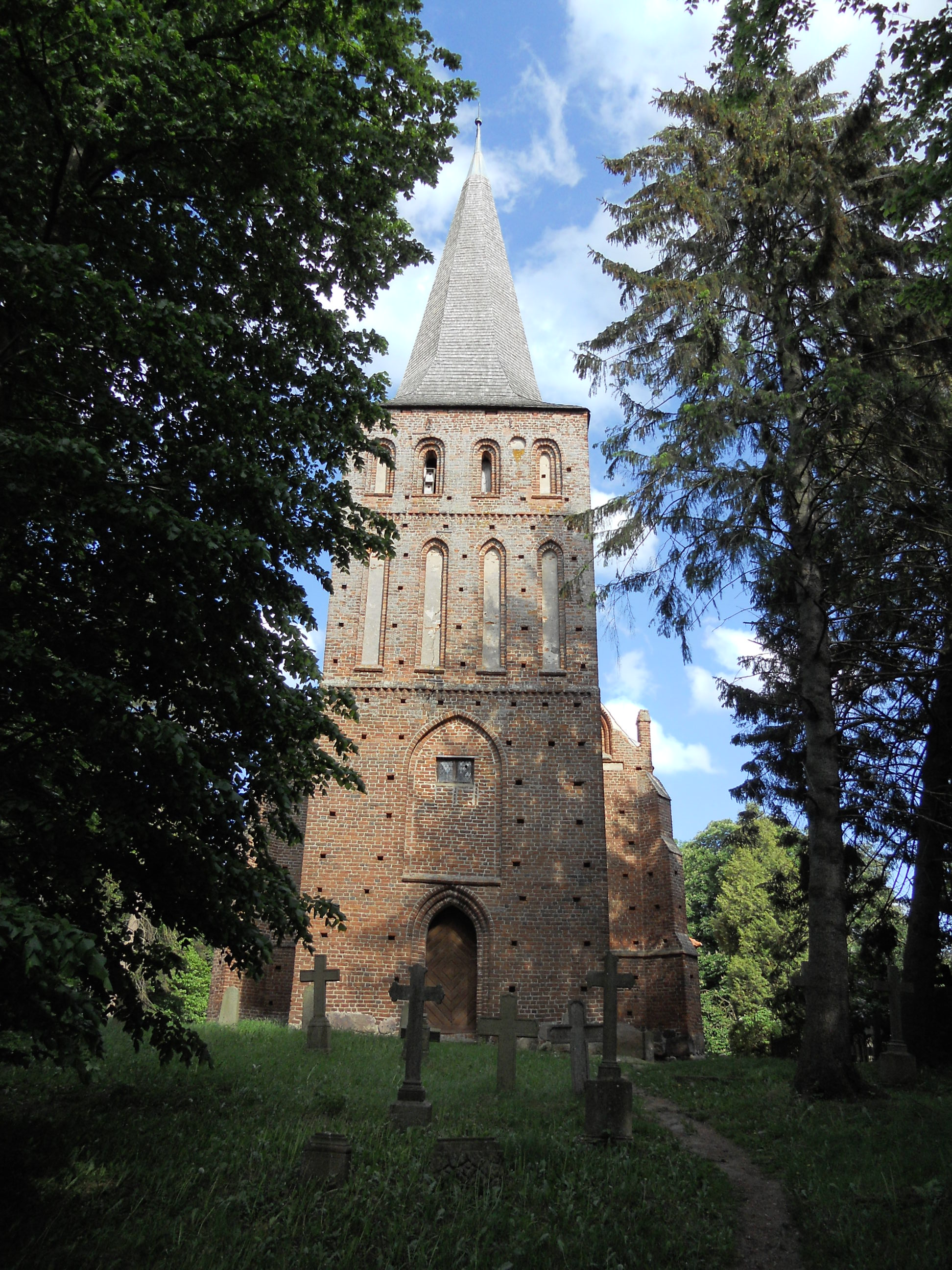
Kirche in Vilmnitz, Grablege seit 1351
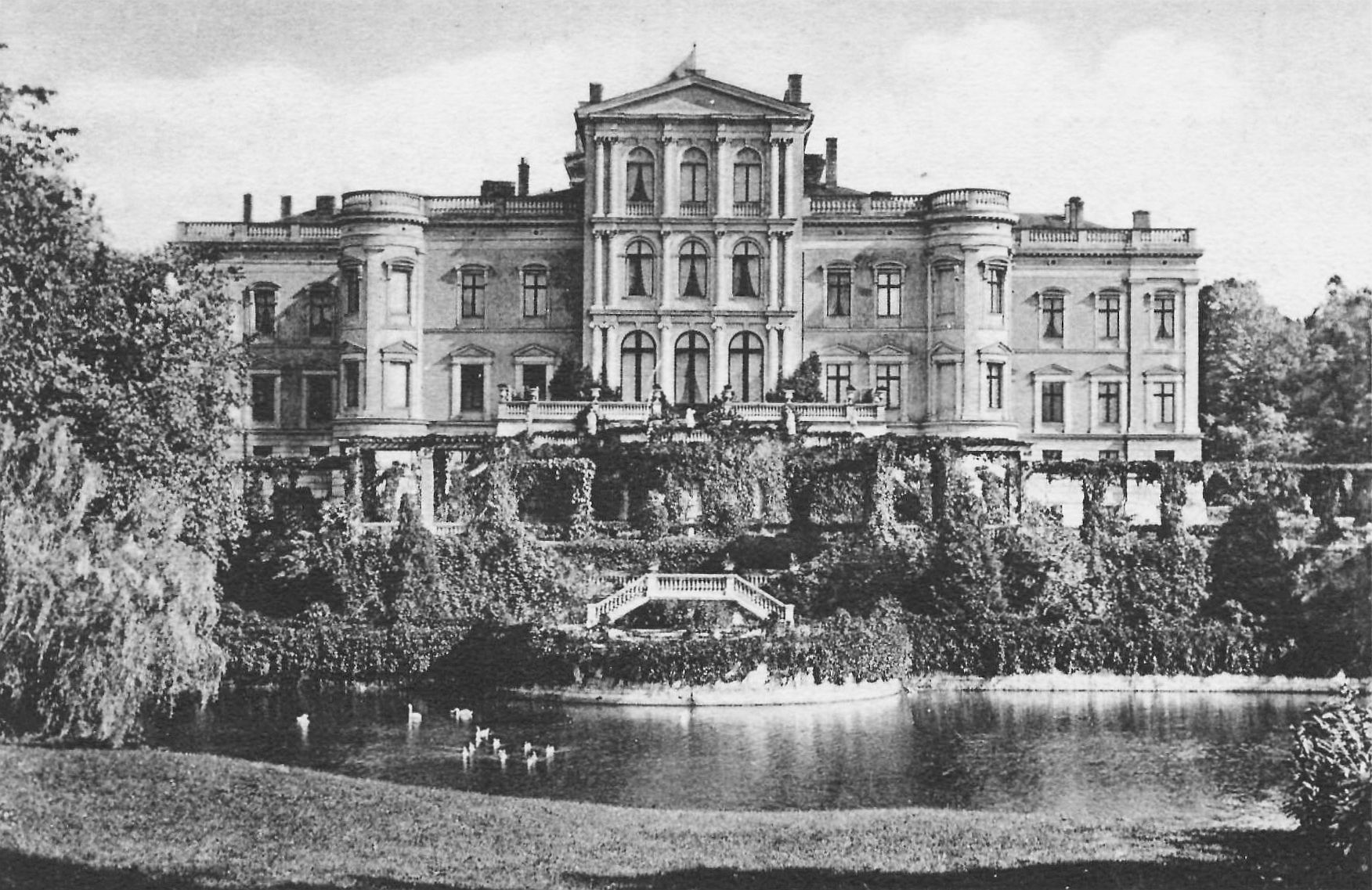
Schloss Putbus, Rügen (1962 gesprengt)
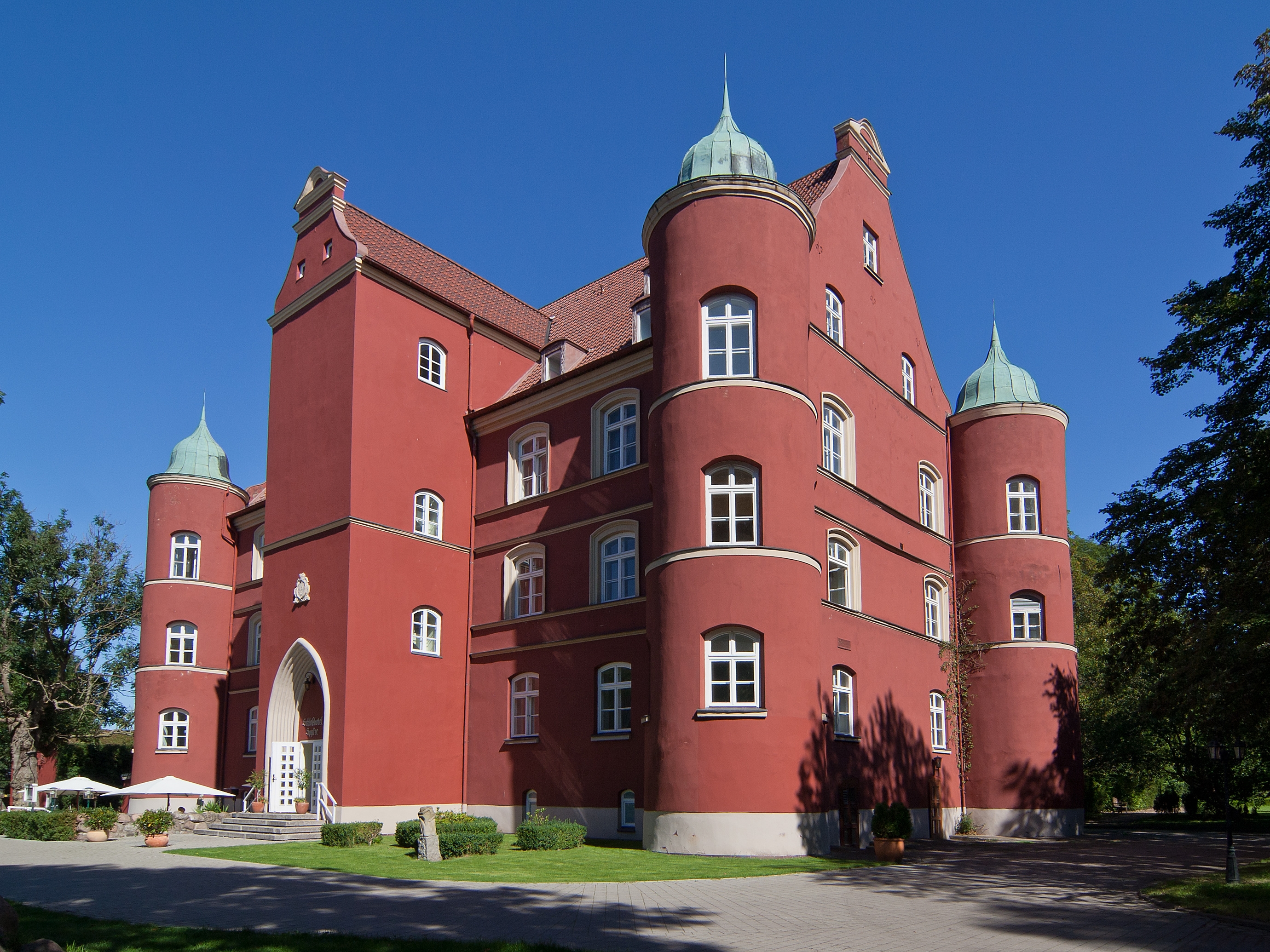
Schloss Spycker, Rügen
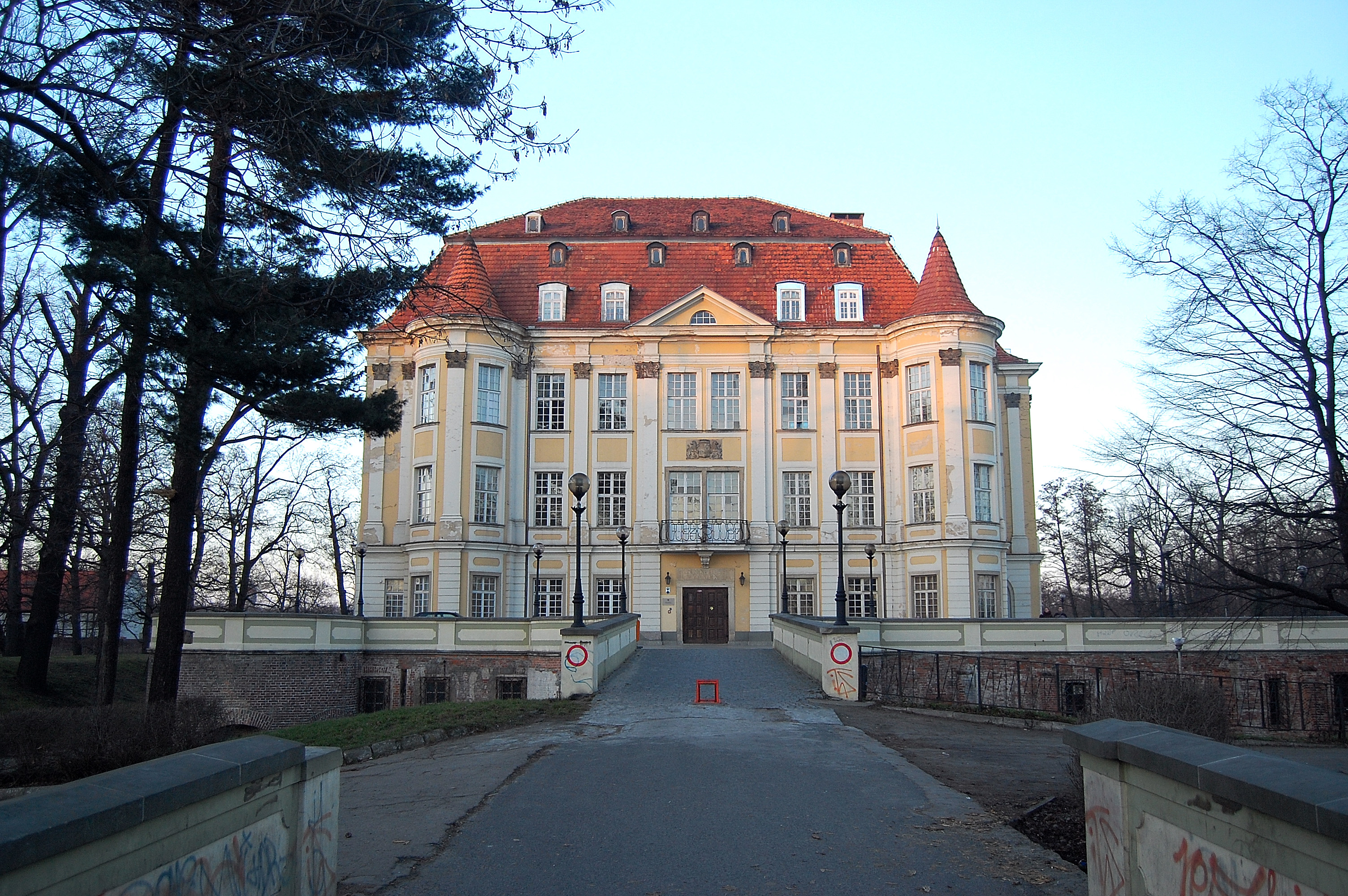
Schloss Lissa bei Breslau
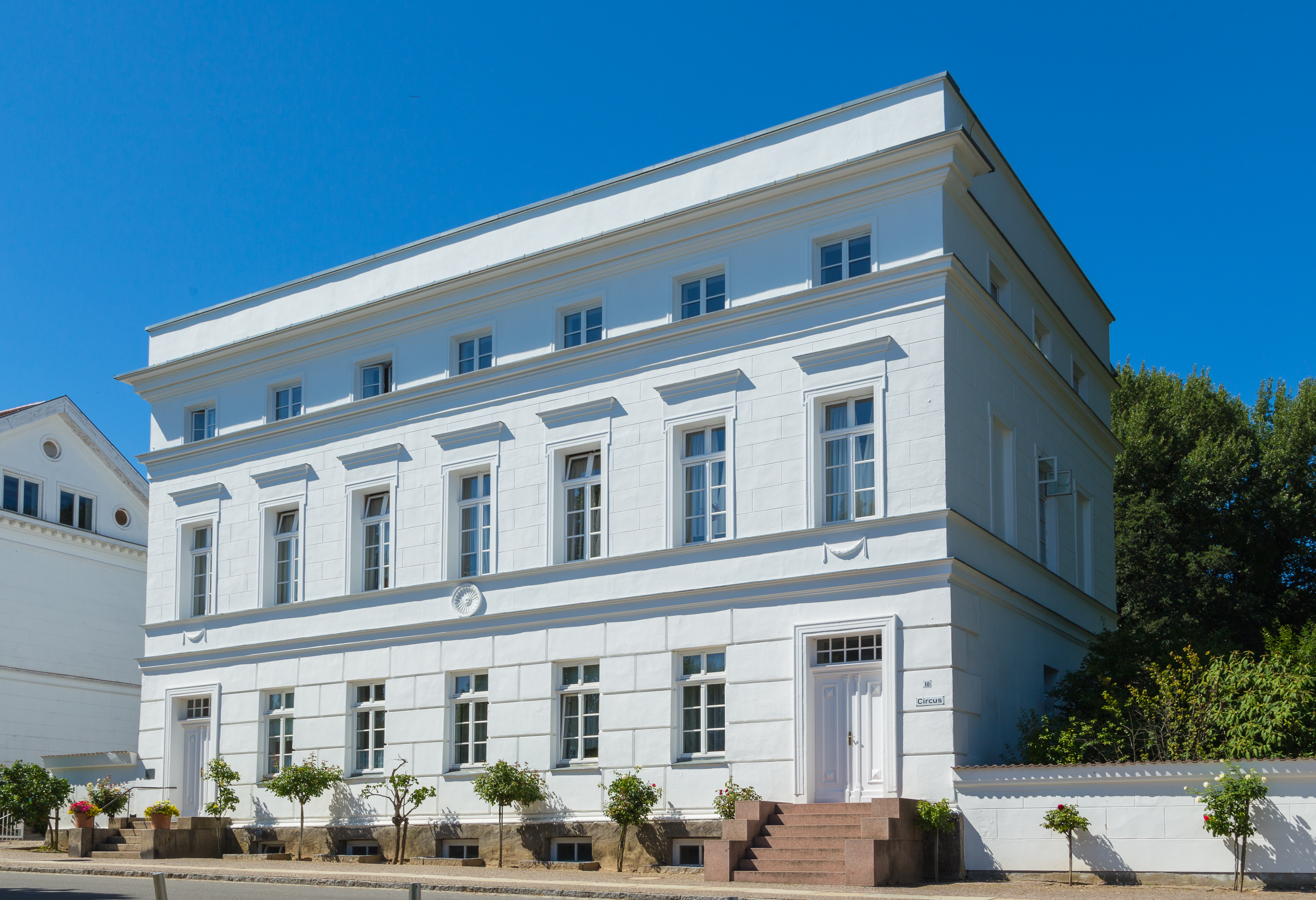
Haus Nr. 10 am Circus in Putbus, heutiger Sitz des Hauses Putbus

## Adelserhebungen
- Erhebung in den dänischen Freiherrenstand 1672 für Malte I. als Freiherr von Einsiedelsburg und Kiorup
- Reichsgrafenstand für Malte I. am 13. Dezember 1723 durch Kaiser Karl VI.
- Schwedischer Grafen- und Fürstenstand am 25. Mai 1807 für Wilhelm Malte I. durch Gustaf IV. Adolf, 1815 bestätigt durch Friedrich Wilhelm III.
- Preußischer Fürstenstand (im März 1861 durch Wilhelm I.) für Wilhelm Carl Gustav Malte, Reichsgraf von Wylich und Lottum (1833–1907) als Wilhelm Malte II., Fürst und Herr zu Putbus

## Wappen
Im goldenen Schild ein gekrönter schwarzer aufsteigender Adler über einem in Gold und Schwarz geschachten Feld. Auf dem gekrönten Helm ein gekrönter schwarzer aufsteigender Adler über einem gold-schwarzen Schachbrett. Das Wappen weist somit eine gewisse Ähnlichkeit mit dem der Fürsten von Rügen auf, allerdings in anderer Tingierung sowie mit Adler statt Löwe.
Das gräf- und fürstliche Wappen zeigt zusätzlich zwei mit Keulen bewaffnete, helmtragende wilde Männer als Schildhalter. Der rechte Helm trägt eine Krone, aus der eine goldene, mit drei Pfauenfeder besteckte Säule aufragt. Der linke trägt einen Pfauenschweif auf dem Helm.

### Historische Wappenbilder

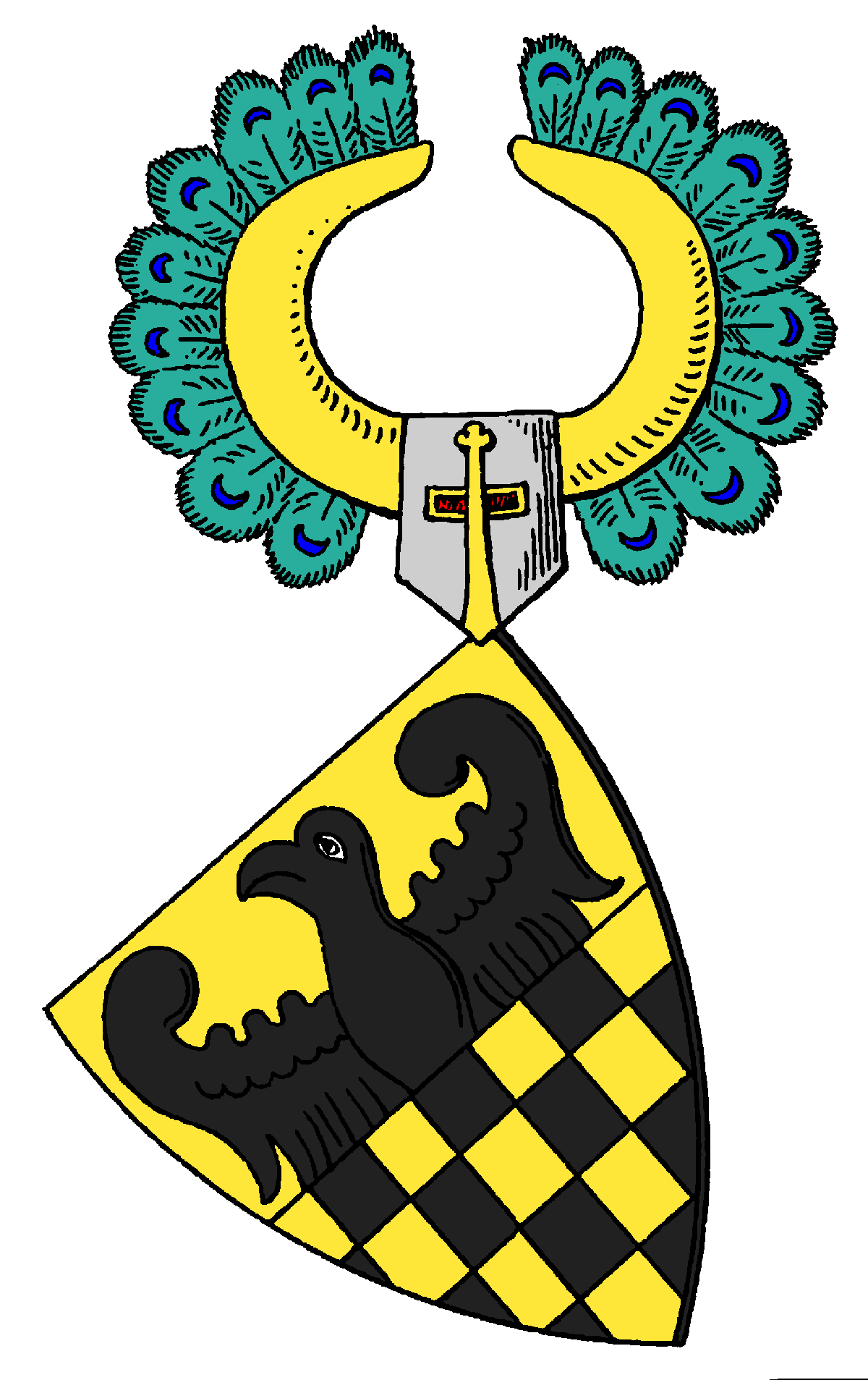
Altes Stammwappen nach dem Siegel des Ritters Johannes von Putbus von 1337
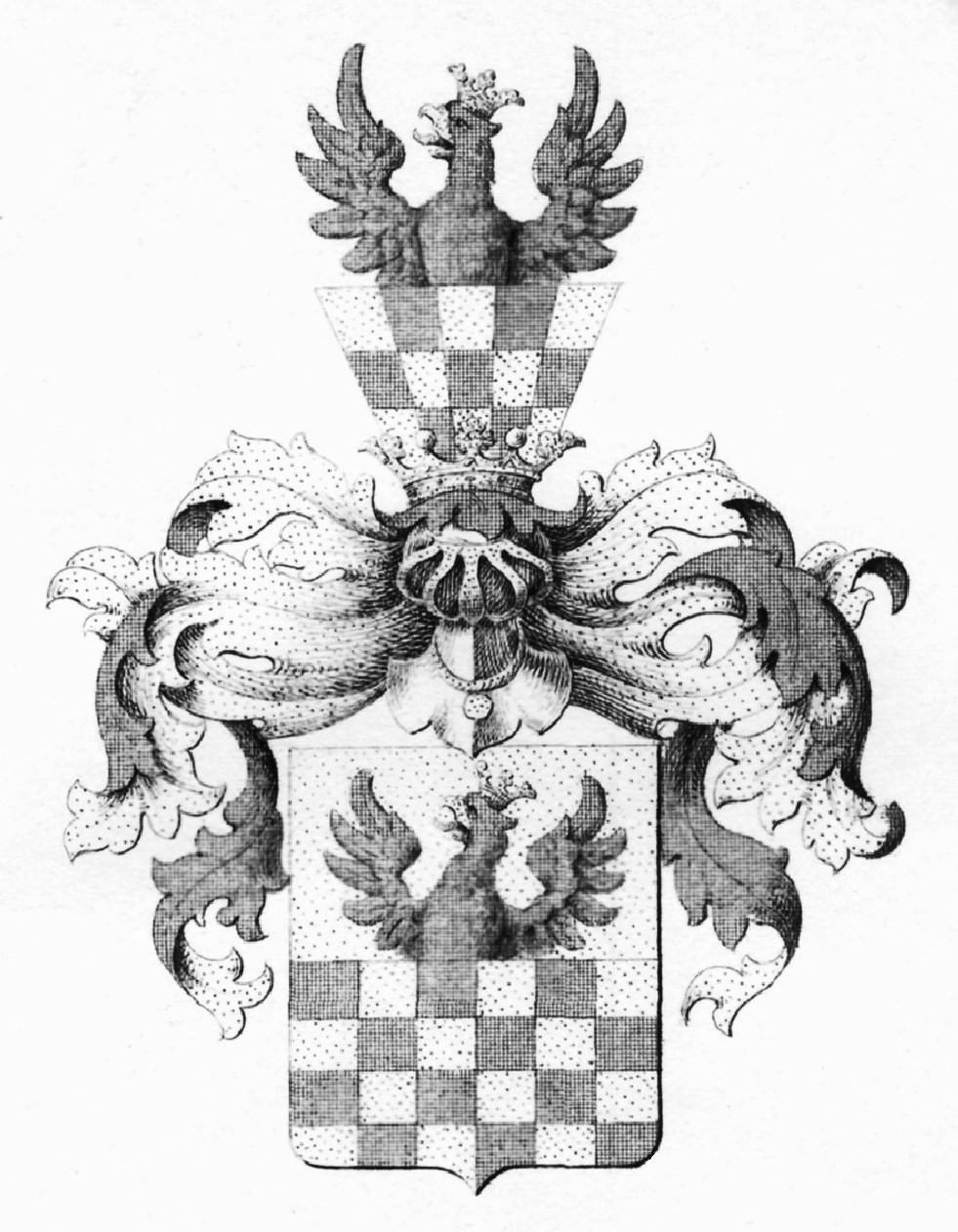
Stammwappen derer von Putbus im Pommerschen Wappenbuch von Julius Theodor Bagmihl
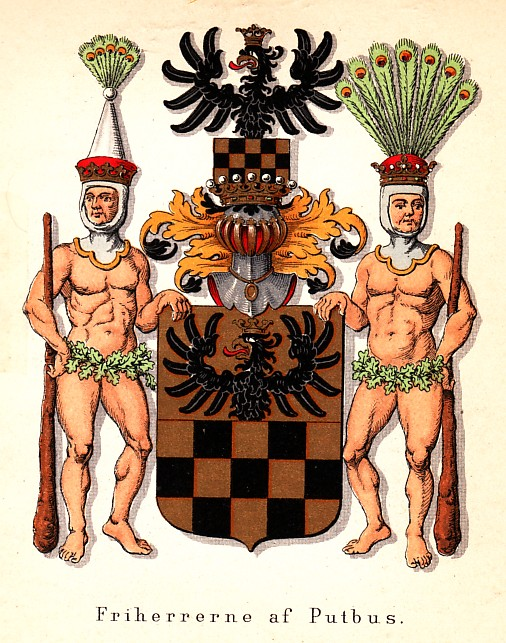
Wappen der Freiherrn von Putbus in Danmarks Adels Aarborg 1908
Wappen der Reichsgrafen von Putbus 1723 – nach Siebmacher 1857

Neben den Wappendarstellungen in einigen Patronatskirchen findet sich bis heute an der Fürstenloge im Theater Putbus ebenso eine heraldische Wiedergabe.

## Namensträger
- Henning Podebusk († 1388), letzter Drost (Premierminister) von Dänemark
- Woldemar von Putbus († nach 1521), Landvogt von Rügen
- Erdmann von Putbus (1576–1622), Kommendator in Wildenbruch, pommerscher Landrat, Hofmarschall und Kanzler
- Volkmar Wolf von Putbus (1583–1637), Generalstatthalter von Pommern
- Moritz Ulrich I. (1699–1769), Präsident des Wismarer Tribunals
- Malte Friedrich (1725–1787), Regierungs- und Hofgerichtspräsident in Schwedisch-Pommern
- Wilhelm Malte I. (1783–1854), Generalgouverneur von Schwedisch-Pommern
- Wilhelm Malte II. (1833–1907), Obersttruchseß sowie Erblandmarschall in Neuvorpommern
- Franz von Veltheim, Fürst und Herr zu Putbus (1848–1927), Kommendator der Pommerschen Genossenschaft des Johanniterordens[6]
- Malte zu Putbus (1889–1945), Großgrundbesitzer auf Rügen

## Kommentare und Einzelnachweise
1. ↑  Das Erblandmarschallamt für Hinterpommern hatten seit dem 14. Jahrhundert die Flemming inne
2. ↑  Dies erscheint als die einzige neuzeitliche Kreierung eines Fürstenhauses durch einen skandinavischen Monarchen.
3. ↑  Fürst Wilhelm Malte I. heiratete 1806 die geschiedene Gräfin Luise von Veltheim; die gemeinsame zweite Tochter Asta (1812–1850) heiratete Franz von Veltheim (1812–1874); deren Tochter Wanda Maria Freiin von Veltheim-Bartensleben heiratete 1857 ihren Vetter Wilhelm Malte II.; zwei von deren Töchtern, Marie und Victoria, heirateten wiederum zwei Veltheims. Die Letztere, Viktoria Gräfin von Wylich und Lottum (1861–1933), Erbin des Fideikommisses Lissa bei Breslau, heiratete 1888 Ludolf Heinrich von Veltheim, der daraufhin den Namen von Veltheim-Lottum annahm. Deren gemeinsamer Sohn war Malte zu Putbus.
4. ↑  FOCUS Nr. 42 (1997) Putbus-Erbe - Erhebliche Zweifel (Memento des Originals vom 23. Juli 2021 im Internet Archive)  Info: Der Archivlink wurde automatisch eingesetzt und noch nicht geprüft. Bitte prüfe Original- und Archivlink gemäß Anleitung und entferne dann diesen Hinweis.
5. ↑  Genealogie Putbus, Online Gotha, Hrsg. Paul Theroff. 2023.
6. ↑  Georg Schmidt: Das Geschlecht von Veltheim (1912). II. Die Stammreihe des Geschlechts von der Teilung der Linien an (Genealogie). In: Familienchronik. Die Ahnentafel der angeheirateten Damen der v. Veltheim. Buchdruckerei des Waisenhauses, Halle a. S. 1912 (uni-duesseldorf.de).; Claus von Kameke: Die Johanniter in Pommern. Pommersche Genossenschaft des Johanniterordens. Hrsg.: Karl-Johann P. v. Quistorp. Paul Zimnoch & Söhne GmbH, Bonn 1992, S. 140–184 (d-nb.info).; Walter von Leers: Die Zöglinge der Ritterakademie zu Brandenburg a. H. 1913-1929 Fortsetzung und Ergänzungen. In: Verein der ehemaligen Zöglinge der Ritterakademie zu Brandenburg a. H. (Hrsg.): Zöglingsverzeichnis II. Selbstverlag, Belzig, Ludwigslust 10. Oktober 1929, S. 7 (kit.edu).